# 弗朗西斯科·里索
弗朗西斯科·里索-拉米雷斯（西班牙語：Francisco Rizzo y Ramírez；1831年11月28日—1910年2月10日），西班牙将领，殖民地官员。曾在1898年8月-9月出任菲律賓總督。

## 早年生活
1848年9月1日进入瓜达拉哈拉陆军工程学院学习。1852年毕业后晋升中尉军衔，被分配到当时唯一的采矿工兵团，后来被分配到北非的梅利利亚司令部。1856年，他被分配到驻扎在梅利利亚的格拉纳达工程师分局。1859年12月7日，他被晋升为上尉，继续在梅利利亚工作。1860年从那里加入工程旅，先后在卡塔赫纳、哈卡、费罗尔和赫罗纳服役。1869年与共和叛军作战。1872年因战功晋升中校军衔。
1873年3月担任第一工程兵团团长。1874年11月担任桑托尼亚工程师指挥官，在那里他进行了值得称赞的桑坦德铁路的设防、维修和改进工作.1881年3月晋升上校军衔。此后担任布尔戈斯驻军的第4团团长，萨拉戈萨工程师师长。
1889年晋升陆军准将。他被任命为布尔戈斯的驻军副总司令。

## 菲律宾服役
1890年9月被派往菲律宾。美西战争爆发后，担任甲米地驻军司令，与菲律宾义军作战，1897年因战功晋升少将。1898年被任命为帕西格河左岸部队司令兼第一军团工程兵司令，负责保卫马尼拉。同年8月底短暂担任菲律宾总督，9月被解职。

## 晚年生活
返回西班牙后在预备役部队服役。1910年2月10日于马德里逝世，享年73岁。

## 荣誉
- 两枚一级军功大十字勋章
- 圣赫梅内吉尔大十字勋章
- 圣赫梅内吉尔指挥官勋章
- 天主教伊莎贝拉勋章
- 卡洛斯三世勋章